# The Trap (téléfilm)
Pour les articles homonymes, voir The Trap.
Pour plus de détails, voir Fiche technique et Distribution.
The Trap (Fällan) est un téléfilm suédois réalisé par Peter Watkins, diffusé en 1975.

## Synopsis
En 1974, la radio Sveriges invitant le public à présenter des scénarios sur « le futur », Watkins et le journaliste Bo Melander développent un scénario sur le thème du nucléaire.
L'action se déroule en 1999, dans les appartements souterrains entièrement vidéo-surveillés d'un ingénieur, John, travaillant pour une usine de traitement de déchets nucléaires sur la côte Ouest de la Suède. La télévision délivre des messages optimistes sur le Nouveau Millénaire. Bertil, le frère de John et un de ses neveux, Bo, inculpés d'activités « antisociales », viennent le rejoindre pour fêter le Nouvel An, mais la visite devient vite oppressante en raison des désaccords politiques des deux frères. Bertil, dénonçant la société de consommation qui a produit ces déchets nucléaires, accuse John d'être prisonnier d'un système qu'il cautionne aveuglément.

## Fiche technique
- Titre : The Trap
- Titre original : Fällan
- Réalisation : Peter Watkins
- Scénario : Bo Melander et Peter Watkins avec les acteurs
- Photographie : Allen Mauritzon, Raymond Wemmenlöv, Bengt Ove Gustavsson, Torsten Törnqvist, et Lars Bermann
- Montage : Monika Barthelson
- Son : Rolf Berling
- Éclairage : Paco Härleman
- Direction technique : Egon Blank
- Costumes : Gunnel Nilsson
- Production : Stig Palm
- Pays d'origine : Suède
- Pays :  Suède
- Genre : Drame et science-fiction
- Durée : 65 minutes
- Langue : suédois

## Distribution
- Karl Lennart Sandquist : John
- Bo Melander : Bertil
- Anita Kronevi : Margareta
- Jonas Berg : Bo
- Thomas Carlsson : Peter

## Tournage
Le film a été tourné entièrement en studio, avec quatre caméras de télévision. Watkins, cherchant à retrouver, en dépit de cet équipement peu souple, le style des actualités auquel il est attaché, laisse à chaque cadreur la responsabilité des images qu'il prend et ne donne, contrairement aux usages en vigueur à l'époque, pas d'instruction précise sur les mouvements et les cadrages. Il dira à Joseph Gomez (Peter Watkins, Twayne Publishers) : « J'ai eu le sentiment d'abdiquer une part de ce contrôle que beaucoup de réalisateurs revendiquent jalousement comme leur prérogative absolue. Il m'a semblé que j'ouvrais la possibilité pour d'autres membres de l'équipe de prendre des initiatives personnelles. » et parle d'une « expérience spontanée où nous pouvions tous prendre part ».